# عريضة المآبر
عريضة المآبر أو بْلَتَنْتيرا (الاسم العلمي: Platanthera)، جنس نباتات من فصيلة السحلبية. ويضم حوالي 100 نوع من السحلب. كان أعضاء هذا الجنس، المعروف باسم سحالب الفراشةأو السحالب الهدبية، مُدرجة سابقًا في جنس السحلب، وهو قريب من (جنس سحلب الرسن). ينتشر في جميع أنحاء المناطق المعتدلة في نصف الكرة الشمالي. وهي نباتات أرضية ذات درنات.